# Leka (Noruega)
Leka és un municipi situat al comtat de Trøndelag, Noruega. Té 589 habitants i té una superfície de 109.48 km². El centre administratiu del municipi és el poble de Leknes.
Leka és un municipi illa que abasta l'illa principal homònima, la part occidental de l'illa d'Austra, i moltes altres petites illes a l'àrea circumdant. El municipi limita amb els municipis de Vikna i Nærøy al sud i amb Bindal (al comtat de Nordland) al nord.
L'economia del municipi es basa majoritàriament en la pesca i l'agricultura. Leka és el municipi més septentrional de Trøndelag. L'illa en què es troba ha estat habitada des de fa almenys 10.000 anys, com ho demostren les pintures de la cova Solsem a l'interior de l'illa.